# Lasnenville
Lasnenville  est un hameau de la commune et ville belge de Malmedy située en Région wallonne dans la province de Liège. 
Avant la fusion des communes de 1977, Lasnenville faisait partie de la commune de Bellevaux-Ligneuville. 

## Situation
Lasnenville se situe sur la rive droite et le versant est de l'Amblève en face du hameau de Planche situé sur le versant opposé et entre les localités de Bellevaux, Reculémont et Ligneuville. Le hameau se trouve à 7 km au sud du centre de Malmedy. 

## Description
Lasnenville est un hameau ardennais étageant ses habitations sur le versant de l'Amblève. La petite localité comprend plusieurs anciennes fermettes bâties de pierre de grès et comprenant parfois des colombages. Plusieurs constructions récentes de type pavillonnaire se sont immiscées parmi les habitations d'origine. 

## Patrimoine
Une petite chapelle en moellons de grès avec baie ouverte en arc plein cintre se situe à un carrefour. Elle possède un minuscule clocheton surmonté d'un coq en girouette. La toiture est recouverte d'ardoises.

## Activités
Au sud de la localité, en rive droite de l'Amblève, se trouve la carrière de Lasnenville où l'on exploite du quartzite depuis les années 1950. La production annuelle est d'environ 60 000 tonnes.